# Nora Düding
Nora Düding (* 22. Oktober 1979 in Köln) ist eine deutsche Schauspielerin.

## Leben
Nora Düding absolvierte von 1997 bis 2001 eine Schauspielausbildung und absolvierte die ZBF Prüfung. Am 28. August 1999 gab sie ihr Debüt als Gretgen in Goethes Urfaust unter der Regie von Meinhard Zanger im Theater der Keller. Danach folgten Theaterengagements am Jungen Theater Göttingen (2001–2003), am Theater Oberhausen (2003–2006) und am Wolfgang Borchert Theater in Münster (2007–2010).
Film- und Fernsehrollen übernahm sie unter anderem in Der Eisbär (1999, Kino), Die Brücke (2001, Kurzfilm), Kindheit im Nationalsozialismus (2003, WDR), Casting About (2004) und SOKO Köln (2004, ZDF). Im Jahr 2006 verkörperte Düding den Charakter der Angelina Martens bei Verliebt in Berlin. Von 2007 bis 2011 folgten weitere Rollen in SOKO Köln (ZDF), Alles was Recht ist – Sein oder Nichtsein (ARD), Lena – Liebe meines Lebens (ZDF), Haus Anubis (Nickelodeon) oder Die Anrheiner (WDR).
Düding erwarb 2009 das Abitur auf dem zweiten Bildungsweg. Ein Studium Deutsch und Geschichte auf Lehramt schloss sie 2015 ab.
Nora Düding lebt mit ihrem Mann und den 2 Söhnen in Oberhausen.

## Bühnenrollen (Auswahl)
- Gretgen in Urfaust von Johann Wolfgang Goethe, Regie: Meinhard Zanger, theater der keller Köln (1999)
- Lucile in Dantons Tod von Georg Büchner, Regie: Johannes Lepper, Theater Oberhausen (2003)
- Das süße Mädel in Der Reigen von Arthur Schnitzler, Regie: Andreas von Studnitz, Theater Oberhausen (2004)
- Dvori in Die Schaukel von Edna Mazya, Regie: Katja Lauken, Theater Oberhausen (2005)
- Mercedes Degás in Die Grönholm-Methode von Jordi Galcerán, Regie: Monika Hess-Zanger, Wolfgang Borchert Theater (2007)
- Maria Stuart in Maria Stuart von Friedrich Schiller, Regie: Meinhard Zanger, Wolfgang Borchert Theater (2009)